# Сушёная клюква
Сушёная клюква — сухофрукт, произведённый из высушенных плодов клюквы и используемый в виде добавки к основному пищевому рациону (заправки, салаты, выпечка, горячие блюда и пр.), так и в виде самостоятельной натуральной здоровой альтернативы кондитерским изделиям. Также ягоды находят широкое применение в пищевой промышленности для производства снеков, мюсли, злаковых и шоколадных батончиков, различных кондитерских изделий и т.п.
Сушеная клюква имеет глубокий бордовый цвет и обладает характерным терпким вкусом. Некоторые виды сушеной клюквы содержат сульфиты для сохранения цвета и увеличения срока годности.

## Пищевая ценность
Сушёная клюква является отличным источником витамина C, B1 (тиамин), B2 (рибофлавин), B3 (ниацин) и B6 (пиридоксин), витамином E. Клюква богата антиоксидантами, в ней также содержатся пищевые волокна. Ягода включает в себя несколько ценных органических кислот, которые придают ей характерный вкус. К ним относятся: бензойная кислота – природный консервант, обладающий антисептическими свойствами; хинная кислота, яблочная кислота, лимонная кислота. Что касается минерального состава, сушёная клюква содержит калий, магний, марганец, медь, кальций и фосфор.
Сушёная клюква подслащённая имеет следующую пищевую ценность (на 100 грамм продукта):

| - калорийность: 309 ккал; - вода: 15,8 грамм; - белки: 0,17 грамм; - жиры: 1,09 грамм; - зольность: 0,15 грамм; - углеводы, всего: 82,8 грамм; - сахара: 72,6 грамм; - пищевые волокна: 5,3 грамма; - сахароза: 15,8 грамм; - глюкоза: 29,7 грамм; - фруктоза: 27 грамм; - лактоза: 0,08 грамм; - кальций: 9 миллиграмм; - железо: 0,39 миллиграмм; - магний: 4 миллиграмм; - фосфор: 8 миллиграмм; - калий: 49 миллиграмм; | - натрий: 5 миллиграмм; - цинк: 0,1 миллиграмм; - медь: 0,063 миллиграмм; - марганец: 0,18 миллиграмм; - селен: 0,6 микрограмм; - титан: 0,013 миллиграмм; - витамин C: 0,2 миллиграмм; - холин: 8,3 миллиграмм; - витамин A: 2 микрограмм; - бета-каротин: 27 микрограмм; - лютеин и зеаксантин: 138 микрограмм; - витамин E: 2,1 миллиграмм; - токоферол: 0,17 миллиграмм; - витамин K: 7,6 микрограмм; - жирные кислоты насыщенные, всего: 0,088 миллиграмм; - жирные кислоты мононенасыщенные, всего: 0,298 миллиграмм; - жирные кислоты полиненасыщенные, всего: 0,182 миллиграмм. |

## Применение
Сушеная клюква широко используется в пищевой промышленности:
- производство хлебобулочных изделий: добавляется в кексы, хлеб, печенье и батончики мюсли для вкуса и текстуры;
- производство хлопьев для завтрака и мюсли: добавляется для сладости и в качестве антиоксиданта;
- компонент фруктовых, фруктово-ореховых и фруктово-ягодных смесей для закусок;
- компонент зерновых салатов, кускуса и мясных блюд для сладкого контраста;
- производство кондитерских изделий: входит в состав шоколада и энергетических батончиков.

Также сушёные ягоды употребляются как самостоятельный продукт, поддерживающие здоровье пищеварительной и сердечно-сосудистой систем. Сушеную клюкву можно добавлять в теплые и холодные каши, салаты, йогурт, гарниры из риса и зерновых, мясные закуски, запеканки, творог, сэндвичи, домашнее печенье, кексы и хлеб или употреблять в качестве закуски. Так как сушёная клюква часто послащена часто подслащена добавлением сахара, рекомендуется  принимать это во внимание.

## Польза для здоровья
Сушеная клюква может снизить риск сердечно-сосудистых заболеваний благодаря богатому содержанию антиоксидантов и противовоспалительных свойств. Кроме того, высокое содержание клетчатки в сушеной клюкве способствует здоровью сердца, снижая уровень холестерина и улучшая функцию кровеносных сосудов. Регулярное употребление сушеной клюквы в составе сбалансированной диеты может способствовать снижению риска сердечно-сосудистых заболеваний.
Ряд исследований показывают, что сушеная клюква помогает снизить риск инфекций мочевыводящих путей (ИМП) благодаря своим натуральным соединениям, которые предотвращают прилипание бактерий, в частности E. coli, к стенкам мочевыводящих путей. Эти соединения также обладают противовоспалительными свойствами, которые могут помочь уменьшить воспаление и дискомфорт, связанные с ИМП. 
Регулярное употребление сушеной клюквы замедляют развитие существующего рака, предотвращая при этом образование новых опухолей. У многих людей по всему миру, имеющих предрасположенность к таким заболеваниям, как рак предстательной железы, молочной железы и яичников, наблюдалось значительное снижение риска при ежедневном употреблении сушеной клюквы.
Сушёная клюква отлично подходит для гигиены полости рта, не давая бактериям, вызывающим кариес, закрепляться на зубах. Это улучшает гигиену полости рта, укрепляя зубы и десны и предотвращая другие проблемы, такие как неприятный запах изо рта и кровоточивость десен.
Сушеная клюква может способствовать улучшению функции почек и подавляет образование камней. Наконец мочегонные свойства клюквы могут способствовать правильной гидратации и потоку мочи, поддерживая здоровую функцию почек.
Ягода богата антиоксидантами, такими как витамины C и E, которые помогают защитить кожу от повреждения свободными радикалами и способствуют молодому виду. Антиоксиданты также помогают уменьшить воспаление и улучшить текстуру кожи. Кроме того, сушеная клюква содержит натуральные кислоты, которые отшелушивают кожу, удаляя мертвые клетки и способствуя более яркому цвету лица. Высокое содержание клетчатки в ягодах также может поддерживать здоровое пищеварение, что важно для поддержания чистой и сияющей кожи. Богатая витаминами A и С, сушеная клюква может стать ответом на такие проблемы с волосами, как перхоть и выпадение волос. Противогрибковые и антисептические свойства ягод предотвращают высыхание кожи головы, что является основной причиной перхоти и жирности волос.
Сушеная клюква может помочь пищеварению благодаря высокому содержанию клетчатки. Клетчатка добавляет объем стулу и способствует регулярному опорожнению кишечника, предотвращая запоры. Она также поддерживает рост полезных бактерий в кишечнике, улучшая общее состояние здоровья кишечника. Кроме того, натуральные ферменты, присутствующие в сушеной клюкве, могут помочь в расщеплении пищи и повышении усвоения питательных веществ. Согласно исследованиям, включение сушеной клюквы в сбалансированную диету может способствовать здоровью пищеварительной системы и улучшению пищеварения.

## Технология производства
Клюква полезна для здоровья благодаря высокому содержанию флавоноидов и фитонутриентов, а также из-за своих антиоксидантных свойств. Из-за высокого содержания влаги в свежих плодах (около 90%) их обычно сушат, чтобы снизить микробную активность, минимизировать порчу продукта и продлить срок его годности при хранении. Основными способами сушки клюквы являются осмотическое обезвоживание, конвективная сушка, микроволново-вакуумная сушка, сублимационная сушка и ряд других. Среди современных способов сушки ягод клюквы гибридная конвективная сушка горячим воздухом и микроволново-вакуумная сушка (HACD+MWVD) может считаться эффективным методом.
Вне зависимости от способа сушки современная технология получения сушёной клюквы предусматривает стадию бланширования, а также, как правило, осмотического  дегидратирования ягод в концентированном растворе сахарозы. Согласно современным тенденциям в пищевой промышленности сушеные плоды клюквы должны быть осмотически дегидратированы в сахарных растворах, чтобы сделать вкус конечного продукта более привлекательным для потребителя. Осмотическая дегидратация также проводится для сокращения времени сушки.

## Мировой рынок сушёной клюквы
Сушёная клюква по состоянию на 2020 год входила в пятёрку самых популярных сухофруктов в мире, занимая примерно 6% мирового рынка с объёмом производства порядка 200 тыс. тонн.   Прогноз мирового производства на 2024/2025 гг. Международным советом по орехам и сухофруктам установлен в 200 140 тонн, причём ведущими производителями названы США (144 350 тонн), Канада (44 450 тонн) и Чили (10 340 тонн). 
Среднее мировое потребление на душу населения сушёной клюквы в 2023 году составило 0,052 кг/чел. в год.  При этом лидерами потребления на душу населения стали Канада (0,890 кг/чел. в год), Нидерланды (0,363 кг/чел. в год) и Израиль (0,221 кг/чел. в год). Если говорить о крупнейших мировых потребителях в целом, то в порядке убывания это США, Канада, Китай, Германия, Мексика и Польша. Объём потребления сушеной клюквы в России в 2023 году составил 957 тонн (20-е место в мире). 
Мировой рынок сушеной клюквы оценивался в 1,4 млрд долларов США в 2024 году и, по прогнозам, достигнет 1,8 млрд долларов США к 2030 году, увеличившись на CAGR в 3,5% с 2024 по 2030 год. 

## Комментарии
1. ↑  Насыщенные жирные кислоты, входящие в состав: каприновая кислота, пальмитиновая кислота, стеариновая кислота, бегеновая кислота и лигноцериновая кислота.
2. ↑  Мононенасыщенные жирные кислоты, входящие в состав: пальмитолеиновая кислота, олеиновая кислота, арахидоновая кислота, эруковая кислота.
3. ↑  Полиненасыщенные жирные кислоты, входящие в состав: линолевая кислота и  линоленовая кислота.